# 朝鮮語の音韻
朝鮮語の音韻（ちょうせんごのおんいん）では、韓国語・朝鮮語のうち大韓民国の標準語（以下「南の標準語」）の音韻に関して記述する。必要に応じて朝鮮民主主義人民共和国の標準語（「文化語」、以下「北の標準語」）の音韻に関して補う。
標準語の発音は南北ともに条文化された規範によって規定されている。その意味では、標準語の発音とは手本となるべき一種の「理想音」と言うことができる。しかしながら、実質的には南の標準語の発音はソウルの発音に基づき、北の標準語の発音は平壌の発音に基づいている。

## 音素

### 母音

#### 単母音

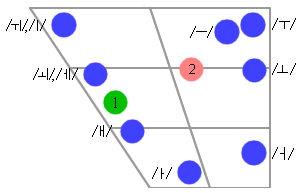
【図1】朝鮮語の母音音素と実際の音声。이호영（1996）に基づく。

標準語における単母音の音素は以下の10種類である。
| 音素   | 代表的な音声 | 例                          |
| ------ | ------------ | --------------------------- |
| ㅏ /a/ | [a]          | 아이 /ai/ [ai] （子ども）   |
| ㅓ /ɔ/ | [ɔ/ʌ]        | 어디 /ɔdi/ [ɔdi] （どこ）   |
| ㅗ /o/ | [o]          | 오이 /oi/ [oi] （きゅうり） |
| ㅜ /u/ | [u]          | 우리 /uri/ [uɾi] （我々）   |
| ㅡ /ɯ/ | [ɯ]          | 그 /gɯ/ [kɯ] （その）       |
| ㅣ /i/ | [i]          | 이마 /ima/ [ima] （ひたい） |
| ㅐ /ɛ/ | [ɛ]          | 해 /hɛ/ [hɛ] （太陽）       |
| ㅔ /e/ | [e]          | 누에 /nue/ [nue] （蚕）     |
| ㅚ /ö/ | [ø]          | 쇠 /sö/ [sø] （鉄）         |
| ㅟ /ü/ | [y]          | 위 /ü/ [y] （上）           |

【注】/ / は音素表記、[ ] は国際音声記号による音声表記を表す（以下同じ）。なお、音素表記は本項目独自のものであるため必ずしも一般的ではない。
それぞれの音素について、より厳密には以下の通りである。
- /a/ は中舌寄りの [ɐ] である。
- /ɔ/ はソウル方言では唇の丸めがより弱い [ɞ] であり、平壌方言では唇の丸めがより強い [ɔ] である。

韓国ではほぼ全域において、老年層を除き /ɛ/（広い「エ」）と /e/（狭い「エ」）の区別が失われ、ともに同一の音で発音される。その音声は [ɛ] と [e] の中間音で、日本語の /e/ （エ）に近い（【図1】の「1」参照）。また、ソウル方言、平壌方言ともに /ö/、/ü/ が存在しない。これらの方言では通常、/ö/ は [we] （平壌方言では [wɛ]）で現れ、/ü/ は [wi] で現れる。従って、現代の非老年層におけるソウル方言では、単母音は最も少ない話者で7種類（/a，ɔ，o，u，ɯ，i，e/）となっている。

#### 長母音
長母音は単語の第1音節にのみ現れる。ソウル方言の場合、老年層は母音の長短によって単語の意味を区別しうるが、非老年層は母音の長短の区別がなく、おしなべて短母音で現れる。
- 눈 /nun/ （目） ― 눈 /nuːn/ （雪）
- 새 /sɛ/ （新しい） ― 새 /sɛː/ （鳥）
- 밤 /pam/ （夜） ― 밤 /paːm/ （栗）
- 발 /pal/ （足） ― 발 /paːl/ （簾）
- 말 /mal/ （馬または枡、斗） ― 말 /maːl/ （言葉、言語）
- 적다 /tɕɔk̚t'a/ （書く） ― 적다 /tɕɔːk̚t'a/ （少ない）
- 의사 /ɯisa/ （議事または医師） ― 의사 /ɯiːsa/ （意思または義士）

なお、老年層におけるソウル方言の場合、/ɔ/ の長母音の音声は [əː] で現れ、短母音の場合と異なる音声で現れるのが特徴である（【図1】の「2」参照）。
- 어른 /ɔːrɯn/ [əːɾɯn] （大人）

#### 半母音と二重母音
朝鮮語には /y/ [j] と /w/ [w] 2つの半母音がある。研究者によっては半母音を認めず、半母音と単母音の結合を二重母音（上昇二重母音）と見なす場合もある。
| 単母音    | ㅏ /a/  | ㅓ /ɔ/  | ㅗ /o/  | ㅜ /u/  | ㅡ /ɯ/ | ㅣ /i/          | ㅐ /ɛ/  | ㅔ /e/  | ㅚ /ö/ | ㅟ /ü/ |
| /y/＋母音 | ㅑ /ya/ | ㅕ /yɔ/ | ㅛ /yo/ | ㅠ /yu/ |        |                 | ㅒ /yɛ/ | ㅖ /ye/ |        |        |
| /w/＋母音 | ㅘ /wa/ | ㅝ /wɔ/ |         |         |        | （ㅟ） （/wi/） | ㅙ /wɛ/ | ㅞ /we/ |        |        |

/ɯi/ という音の連続は「半母音＋単母音」と見ず、二重母音と見なす見解が一般的である。しかしながら、/ɯi/ はソウル方言では単母音化して /ɯ/（語頭で） あるいは /i/（非語頭で） と現れる場合が多い。
- 의사 /ɯisa/ （医者）― ソウル方言 /ɯsa/
- 예의 /yeɯi/ （礼儀）― ソウル方言 /yei/

### 子音
標準語における子音音素は全部で19種類ある。

#### 初声
音節頭の位置にある子音を初声と呼ぶ。19種類の子音全てが初声の位置に来ることができる。
|          |        | 両唇音      | 歯茎音       | 歯茎音         | 硬口蓋音    | 軟口蓋音    | 声門音     |
| 閉鎖音   | 摩擦音 | 両唇音      |              |                | 硬口蓋音    | 軟口蓋音    | 声門音     |
| -------- | ------ | ----------- | ------------ | -------------- | ----------- | ----------- | ---------- |
| 阻 害 音 | 平音   | ㅂ /b/ [p]  | ㄷ /d/ [t]   | ㅅ /s/ [s~ɕ]   | ㅈ /j/ [ʨ]  | ㄱ /g/ [k]  |            |
| 阻 害 音 | 濃音   | ㅃ /β/ [pʼ] | ㄸ /δ/ [tʼ]  | ㅆ /σ/ [sʼ~ɕʼ] | ㅉ /ζ/ [ʨʼ] | ㄲ /γ/ [kʼ] |            |
| 阻 害 音 | 激音   | ㅍ /p/ [pʰ] | ㅌ /t/ [tʰ]  |                | ㅊ /c/ [ʨʰ] | ㅋ /k/ [kʰ] | ㅎ /h/ [h] |
| 鼻音     | 鼻音   | ㅁ /m/ [m]  | ㄴ /n/ [n]   |                |             |             | ㅇ ø       |
| 流音     | 流音   |             | ㄹ /r/ [ɾ~l] |                |             |             |            |

朝鮮語の阻害音は無声音/有声音の対立が音韻論的意味を持たない。すなわち朝鮮語話者は無声音/有声音の区別がなく、ともに同一の音と認識する（それゆえに、例えば、日本語の「きんかくじ」と「ぎんかくじ」は朝鮮語話者にとっては同一の単語に聞こえ、その区別が極めて困難である）。その一方で、朝鮮語には平音/激音/濃音という対立がある。これらの音は呼気の強さや喉の緊張の度合いによって相互に異なる音と認識される。
平音は気音を伴わず、また喉の緊張も伴わない音である。/s/ を除く平音 /b，d，j，g/ は有声音間（すなわち母音―母音間、鼻音―母音間、流音―母音間のいずれか）で有声無気音、それ以外の環境（具体的には語頭）で無声無気音（話者によっては弱い気音を伴いうる）として現れる。
- 비누 /binu/ [pinu] （石鹸） ― 나비 /nabi/ [nabi] （蝶）

/s/ は有声音間にあっても常に無声音として現れる。また、/s/ は母音 /i/（/y/ を含む）の直前では [ɕ] （日本語のシャ行子音と同じ）で現れる。なお、/s/ は一般的に平音に分類されるが、これを激音（下述）に分類する研究者もある。
- 가수 /gasu/ [kasu] （歌手）
- 가시 /gasi/ [kaɕi] （とげ）

激音 /p，t，c，k/ は強い気音を伴った音であり、いかなる位置においても無声有気音として現れる。中国語における有気音と同じ性質の音である。
- 도토리 /dotori/ [totʰoɾi] （どんぐり）

激音 /h/ は有声音間にある場合には有声音化し [ɦ] と現れ、場合によっては無音のように聞こえることもある。有声音化するという特性から、これを平音に分類する研究者もある。
- 지하 /jiha/ [ʨiɦa] （地下）

濃音は喉頭の緊張を伴った無声無気音である。国際音声記号ではこの音を表示する記号がなく、声門閉鎖音を表す [ʔ] を子音記号の左肩に附したり、放出音を表す [ʼ] を用いたりといった形で記号を代用する場合が多い。また、音声学の論文等では [p#] や [p*] などの表記も散見される。無気音を表す [˭] や強い調音を表す拡張IPAである [ ͈] が使われることもある。
- 꼬리 /γori/ [kʼoɾi] （しっぽ）

濃音 /σ/ は平音 /s/ の場合と同様に、母音 /i/（/y/ を含む）の直前で [ɕʼ] で現れる。
- 김씨 /gimσi/ [kimɕʼi] （金氏）

鼻音は /m，n，ŋ/ 3種類があるが、/ŋ/ は語頭に立たない。
流音 /r/ は音節頭の位置では通常はじき音 [ɾ] で現れるが、音節末音 /r/ の直後に現れる音節頭の /r/ は [l] として現れる。
- 물리 /murri/ [mulli] （物理）

平壌方言では /j，c，ζ/ が歯茎硬口蓋音 [ʨ/ʥ]， [ʨʰ]，[ʨʼ] ではなく歯茎破擦音 [ʦ/ʣ]， [ʦʰ]，[ʦʼ] で現れることがある。また、このような発音はソウル方言でも見られるが、朝鮮語話者の大部分はこの2つの音声を弁別的にとらえないため、個人差が非常に大きい。

#### 終声（パッチム）
音節末の位置にある子音を終声（パッチム）と呼ぶ。初声には19種類の子音全てが立ちうるが、終声には以下の7種類の子音しか立たない。
|        | 両唇音     | 歯茎音     | 軟口蓋音   |
| ------ | ---------- | ---------- | ---------- |
| 阻害音 | ㅂ /b/ [p̚] | ㄷ /d/ [t̚] | ㄱ /g/ [k̚] |
| 鼻音   | ㅁ /m/ [m] | ㄴ /n/ [n] | ㅇ /ŋ/ [ŋ] |
| 流音   |            | ㄹ /r/ [ɭ] |            |

阻害音の終声は調音器官の開放を伴わない内破音である。ただし、/d/ の直後に /σ/ が来る場合には、終声 /d/ は [s] で現れる。
- 젖소 /jɔdσo/ [ʨɔssʼo] （乳牛）

流音の終声 /r/ は通常 [ɭ] で現れるが、直後に /h/ が来るときは [ɾ] で現れる。 [ɭ] はヨーロッパ諸語や中国語の [l] より後部に調音点があり、舌先を反転させて後部歯茎に押し当てて側面から息を流すようにして発音する。
- 괄호 /gwarho/ [kwaɾɦo] （括弧）

### 音素配列上の制約
朝鮮語には以下のような音素配列上の制約がある。

#### （1）歯茎硬口蓋音の直後の半母音/y/
南の標準語では、歯茎硬口蓋音 /j，c，ζ/ の直後に半母音 /y/ が来えない。従って、つづり字の上で半母音が表記されていても、実際の音声は半母音を伴っていない。
- 저 /jɔ/ [ʨɔ] （私）
- 져 /jɔ/ [ʨɔ] （負けて）

一方、北の標準語では、/j，c，ζ/ の直後に半母音 /y/ が来うる。
北の標準語では/j，c，ζ/ は、歯茎破擦音 [ʦ/ʣ]， [ʦʰ]，[ʦʼ] で発音するのが原則であるが、/y/ と結合する場合には歯茎硬口蓋破擦音 [ʨ/ʥ]， [ʨʰ]，[ʨʼ] で発音するものとされる。このため、北の標準語では、次のようなものは、発音上区別が可能とされる｡
- 저 /jɔ/ [ʦɔ] （私）
- 져 /jyɔ/ [ʨɔ] （負けて）

しかし、実際には、/y/ と結合する場合以外でも、南と同様に歯茎硬口蓋破擦音 [ʨ/ʥ]， [ʨʰ]，[ʨʼ] で発音することがある｡

#### （2）語頭の/r/及び/n/
南の標準語では、漢字語において /r/ が語頭に立ちえない。このため、音節頭に本来 /r/ を持つ漢字音が語頭に立つ場合、/r/ の直後に /i/ あるいは /y/ があるものは /r/ が脱落し、それ以外のものは /r/ が /n/ で発音される。
同様にして、音節頭に本来 /n/ を持つ漢字音が語頭に立つ場合、/n/ の直後に /i/ あるいは /y/ があるものは /n/ が脱落する。
韓国ではこの現象を一般に「頭音法則（두음 법칙）」と呼ぶ。北の標準語では、語頭の /r/ および /n/ は本来のまま維持される。
| 単語 | 北の標準語       | 南の標準語       |
| ---- | ---------------- | ---------------- |
| 臨時 | 림시 （/rimsi/） | 임시 （/imsi/）  |
| 勞動 | 로동 （/rodoŋ/） | 노동 （/nodoŋ/） |
| 女子 | 녀자 （/nyɔja/） | 여자 （/yɔja/）  |

しかしながら、外来語の発音にせよ北における漢字語の発音にせよ、語頭の /r/ はもともと朝鮮語にはなかったものである。それゆえ、特に老年層においては外来語や漢字語の語頭の /r/ を脱落させたり /n/ で発音することがしばしばある。
- 라이터 /naitɔː/ （ライター）

なお、南北間でのこれらの違いについては、「朝鮮語の南北間差異」中の漢字語に関する表記も参照のこと。

## ピッチ
日本語の場合、例えば「雨」（高・低）と「飴」（低・高）のように、ピッチ（音の高低）の違いによって単語の意味を区別しうるが、朝鮮語の標準語はピッチによって単語の意味を区別することがない。しかしながら、朝鮮語の発話においてピッチは無秩序に現れるのではなく、自然な音の高低の流れが存在し、そのパターンから外れる発話は朝鮮語話者にとって不自然な発話に感じられる。
ソウル方言の場合、連続して発音される単位において、第2音節が最も高く発音され、それ以降の音節は徐々に降り調子で発音される。第1音節は初声が激音、濃音あるいは /s/ の場合は第2音節と同程度の高さで発音され、それ以外の子音の場合あるいは母音で始まる場合には第2音節よりやや低く発音される。
なお、東南方言と東北方言には高低アクセントの体系があり、ピッチによって単語の意味を区別しうる。

## 音節構造
朝鮮語の音節は母音を中核として形作られる。母音は半母音と単母音の結合（上昇二重母音）でありえ、母音の前には音節頭子音（初声）が1つ立つことができる。朝鮮語の音節は母音で終わる音節（開音節）以外に子音で終わる音節（閉音節）がありえ、母音の後ろには音節末子音（終声）が1つ立つことができる。従って、朝鮮語の音節構造で最も複雑なものは「子音＋半母音＋母音＋子音」という構造である。
| 音節の構造 | 音節の構造               | 例                        |
| ---------- | ------------------------ | ------------------------- |
| 開 音 節   | 母音                     | 이 /i/ [i] （歯）         |
| 開 音 節   | 半母音＋母音             | 요 /yo/ [jo] （敷布団）   |
| 開 音 節   | 子音＋母音               | 소 /so/ [so] （牛）       |
| 開 音 節   | 子音＋半母音＋母音       | 혀 /hyɔ/ [hjɔ] （舌）     |
| 閉 音 節   | 母音＋子音               | 안 /an/ [an] （中）       |
| 閉 音 節   | 半母音＋母音＋子音       | 왕 /waŋ/ [waŋ] （王）     |
| 閉 音 節   | 子音＋母音＋子音         | 길 /gir/ [kil] （道）     |
| 閉 音 節   | 子音＋半母音＋母音＋子音 | 광 /gwaŋ/ [kwaŋ] （光沢） |

## 音素の交替
朝鮮語は音素交替の種類が多く、以下のような交替がある。

### 音韻論的な交替
音韻論的な交替とは、音素が置かれる音的な環境により、当該の音素が別の音素に入れ替わる現象をいう。朝鮮語では子音についてこの現象が見られる。子音音素は配列上の制約があるため、音の並びによっては許されない子音配列がある。そのような場合、当該の子音音素は別の子音音素に交替する。

#### 平音の濃音化
平音 /b，d，s，j，g/ は音節末の阻害音 /b，d，g/ の直後に来えない。その場合、当該の平音はそれぞれ濃音 /β，δ，σ，ζ，γ/ に交替する。
- 입시 /ibsi/ → /ibσi/ （入試）[입씨]
- 국밥 /gugbab/ → /gugβab/ （クッパ）[국빱]

#### /h/の激音化
/h/ は音節末の阻害音 /b，d，g/ の直後に来えない。その場合、当該の /h/ は直前の阻害音と同じ調音位置で発音される激音（/p，t，k/ のいずれか）に交替する。
- 입학 /ibhag/ → /ipag/ （入学）[이팍]
- 각하 /gagha/ → /gaka/ （閣下）[가카]

#### 阻害音の鼻音化
音節末の阻害音 /b，d，g/ は鼻音 /m，n/ および流音 /r/ の直前に来えない。その場合、当該の音節末阻害音はそれぞれ鼻音 /m，n，ŋ/ に交替する。
- 욕망 /yogmaŋ/ → /yoŋmaŋ/ [용망]（欲望）
- 앞날 /abnar/ → /amnar/ [암날]（前途、将来）
- 됫날 /dödnar/ → /dönnar/ [된날/뒌날]（後日、将来）
- 놓는 /nodnɯn/ → /nonnɯn/ [논는]（置く）

/b，d，g/ の直後に /r/ が来る場合、南の標準語では /r/ も同時に鼻音化して /n/ に交替する。北の標準語では 後に/ya, yɔ, yo, yu/ が続く場合においては， /r/ を /n/ に交替せず、/r/ のまま発音することが許容される。
- 독립 /dogrib/ → /doŋnib/ [동닙]（独立）
- 협력 /hyɔbryɔg/ → /hyɔmnyɔg/ [혐녁]（協力） cf. /hyɔmryɔg/ 〔北の許容発音〕

#### 流音の鼻音化
南の標準語において、流音 /r/ は鼻音 /m，ŋ/ の直後に来えない。その場合、当該の /r/ は鼻音 /n/ に交替する。北の標準語では，後に/ya, yɔ, yo, yu/ が続く場合においては， /r/ を /n/ に交替せず、/r/ のまま発音することが許容される。
- 통로 /toŋro/ → /toŋno/ [통노]（通路）
- 침략 /cimryag/ → /chimnyag/ [침냑]（侵略） cf. /chimryag/ 〔北の許容発音〕

#### /n/の流音化
/n/ は流音 /r/ の直前あるいは直後に来えない。その場合、当該の /n/ は流音 /r/ に交替する。なお、この場合に /rr/ という音の連続の実際の音声は [ll] である。
- 신라 /sinra/ → /sirra/ [실라]（新羅）
- 찰나 /carna/ → /carra/ [찰라]（刹那）
- 물난리 /murnanri/ → /murrarri/ [물랄리]（水害）
- 대관령 /dɛgwanryɔŋ/ → /dɛgwarryɔŋ/ [대괄령]（大関嶺）

### 形態音韻論的な交替
同一の形態素が一定の音韻的環境によりいくつかの異形態として現れるときに、異形態間で音韻が交替することを形態音韻論的な交替という。朝鮮語にはそのような形態音韻論的交替が多い。

#### 終声の形態音韻論的な交替
体言および用言は語幹末音に子音を持つ場合、語幹末の子音は交替しうる。交替の類型は以下の2種類がありえる。

##### 音の中和
例えば、/nopa/ （高く）は /nop/ が語幹であるが、語幹末音の /p/ は /nopa/ のように直後に一部の母音が来て /p/ が音節頭の位置にあるときは激音 /p/ として現れるが、/p/ の直後に子音が来るなどしてこの音が音節末の位置に来る場合には /nobδa/ （高い）のように /b/ に交替する。これは激音 /p/ が音節末の位置に立つことができず、音節末の位置では /b/ と /p/ の区別が失われて平音 /b/ のみが現れるためである（中和）。正書法上では、終声字に激音や濃音など代表音以外の字母を用いることで表現される。
- /p/～/b/
  - 잎이 /ipi/ （葉が） ～ 잎 /ib/ （葉）～ 잎 앞 /ibab/ （葉の前）
- /t，s，σ，j，c/～/d/
  - 밭에 /bate/ （畑に） ～ 밭 /bad/ （畑）～ 밭 아래 /badarɛ/ （畑の下）
  - 옷이 /osi/ （服が） ～ 옷 /od/ （服）～ 옷 안 /odan/ （服の中）
  - 있어 /iσɔ/ （いて） ～ 있자 /idζa/ （いよう）
  - 낮에 /naje/ （昼に） ～ 낮 /nad/ （昼）
  - 빛이 /bici/ （光が） ～ 빛 /bid/ （光）
- /k，γ/～/g/
  - 부엌에 /buɔke/ （台所に） ～ 부엌 /buɔg/ （台所） ～ 부엌 안 /buɔgan/ （台所の内）
  - 밖에 /baγe/ （外に） ～ 밖 /bag/ （外）

##### 音の脱落
/barba/ （踏んで）は /barb/ が語幹であるが、このように語幹末に子音が2つ連続している場合、語幹末の子音が /barba/ のように初声の位置に立つときは連続する2つの子音が両方とも現れる。しかし、語幹末の子音が終声の位置に立つときは /babδa/ （踏む）のように2つの子音のうち一方が脱落する。これは朝鮮語において音節末の位置に2つ以上の子音が同時に立ちえないためである。正書法上では、二重パッチムの多くがこれに当たる。ただし同じ二重パッチムでも、ㄶ，ㅀのㅎは /h/ で発音するような性質のものではなく、後述の激音化を表現するためのものである。
- /bσ/～/b/
  - 값이 /gabσi/ （値が） ～ 값 /gab/ （値）～ 값있다 /gabidδa/ （やりがいがある）
- /rb/～/b/
  - 밟아 /barba/ （踏んで） ～ 밟자 /baːbζa/ （踏もう）
- /rp/～/b/
  - 읊어 /ɯrpɔ/ （詠んで） ～ 읊자 /ɯbζa/ （詠もう）
- /rm/～/m/
  - 삶이 /saːrmi/ （生活が） ～ 삶 /saːm/ （生活）
- /nj/～/n/
  - 앉아 /anja/ （座って） ～ 앉자 /anζa/ （座ろう）
- /rb/～/r/
  - 넓어 /nɔrbɔ/ （広く） ～ 넓다 /nɔrδa/ （広い）
- /rg/～/g/
  - 읽어 /irgɔ/ （読んで） ～ 읽자 /igζa/ （読もう）
- /gσ/～/g/
  - 넋이 /nɔgσi/ （魂が） ～ 넋 /nɔg/ （魂）～ 넋 없다 /nɔgɔbδa/ （ぼんやりしている）
- /rg/～/r/
  - 읽어 /irgɔ/ （読んで） ～ 읽고 /irγo/ （読み）
- /rσ/～/r/
  - 외곬으로 /ögorσɯro/ （一途に） ～ 외곬 /ögor/ （一途）
- /rt/～/r/
  - 핥아 /harta/ （なめて） ～ 핥고 /harγo/ （なめて）

#### 初声の形態音韻論的な交替
上述の音韻論的な交替以外の条件で実現される濃音化、激音化、鼻音化はいずれも形態音韻論的な交替と見られる。これらの交替は形態素の境界において起こる。

##### 濃音化
子音語幹用言に平音で始まる接尾辞・語尾が付く場合、語幹末子音が鼻音・流音の場合であっても直後の接尾辞・語尾の頭音である平音が濃音化する。
- 삼고 /saːmγo/ （見なして）
- 핥고 /harγo/ （なめて）

体言では、合成語において平音の濃音化が見られる。また、一部の漢字語においても平音の濃音化が見られる。
- 말버릇 /maːrβɔrɯd/ （口癖）
- 보험증 /boːhɔmζɯŋ/ （保険証）

なお、漢字語においては /r/ の直後で平音 /d/，/s/，/j/ が濃音化する。
- 철도 /cɔrδo/ （鉄道）
- 발사 /balσa/ （発射）
- 물질 /murζir/ （物質）

##### 激音化
用言のうち、接尾辞・語尾の頭音の平音が激音で現れるものがある。このような用言は語幹末に /h/ を持つと考える場合が多い。正書法上では、終声字に「ㅎ」を含む場合（ㅎ，ㄶ，ㅀ）がこれに当たる。
- 놓아 /noa/ [노아]（置いて）、놓는 /nonnɯn/ [논는]（置く） → 놓고 /noko/ [노코]（置いて）
- 많아 /mana/ [마나]（多くて）、많은 /manɯn/ [마는]（多くの） → 많고 /manko/ [만코]（多くて）
- 옳아 /ora/ [오라]（正しくて）、옳는 /orrɯn/ [올른]（正しい） → 옳다 /orta/ [올타]（正しい）

##### 鼻音化
漢字語において、終声 /n/ の直後で 流音 /r/ が /n/ で現れる場合、終声 /n/ と初声 /r/ の間に形態素の境界がある場合に /r/ が /n/ に交替する。
- 생산량 /sɛŋsanryaŋ/ → /sɛŋsannyaŋ/ （生産量）
- 의견란 /ɯigyɔnran/ → /ɯigyɔnnan/ （意見欄）

##### 口蓋音化
語幹末音に /d/ を持つ語幹の直後に /i/ あるいは /hi/ で始まる接尾辞・語尾が付くとき、/d/ と /i/ あるいは /hi/ が組み合わさり /ji/ あるいは /ci/ と現れる現象。正書法上では終声字「ㄷ，ㅌ」の直後に「이，히」が書かれて /ji/（지），/ci/（치） と発音される。
- 미닫이 /midaji/ （引き戸）
- 같이 /gaci/ （同じく）
- 닫힌다 /dacinda/ （閉じられる）
- 핥인다 /harcinda/ （なめられる）

##### 音の添加
合成語および派生語において前部形態素が子音で終わり、後部形態素が母音 /i/ あるいは半母音 /y/ で始まる場合、後部形態素の頭に子音 /n/ あるいは /r/ が添加されうる。ただし、表記には通常反映されない。また、「있다」の場合はこの規定が適用できない。
- 담요 /damnyo/ （毛布）
- 식용유 /sigyoŋnyu/ （食用油）
- 영업용 /yɔŋɔmnyoŋ/ （営業用）
- 내복약 /nɛboŋnyag/ （内服薬）
- 그림엽서 /gɯrimnyɔbσɔ/ （絵葉書）
- 꽃잎 /γonnib/ （花びら）
- 서울역 /sɔurryɔg/ （ソウル駅）
- 금융 /gɯmnyuŋ/ （金融） - /gɯmyuŋ/と発音することも許容できる。ただし、北朝鮮では「/gɯmyuŋ/」のみとされる。

### 音素交替と正書法
朝鮮語の正書法では、同一の形態素は常に同一につづるという原則にのっとって定められている（形態主義）。従って、上記のようなさまざまな音素交替があっても発音の通りにつづらない（ごく稀に正書法上で別の表記を定めることがある）。詳細は朝鮮語の正書法の形態主義を参照のこと。

## 母音調和
朝鮮語はかつてかなりはっきりした母音調和を有していた。中期朝鮮語では母音は陽母音 /a，o，ʌ/ と陰母音 /ə，u，ɯ/ それに中性母音 /i/ の3グループに区分され、原則的に同一単語内部では同一グループの母音のみが用いられた。ただし、中性母音は陽母音・陰母音いずれの母音とも同時に現れた。
| 陽母音   | ㅏ /a/ | ㅗ /o/ | ㆍ /ʌ/ |
| 陰母音   | ㅓ /ə/ | ㅜ /u/ | ㅡ /ɯ/ |
| 中性母音 | ㅣ /i/ | ㅣ /i/ | ㅣ /i/ |

- /sasʌm/ （鹿）― 陽母音
- /ərgur/ （姿）― 陰母音

中期朝鮮語における母音調和は形態素内のみにとどまらずその形態素に付属する語尾類にまで及んだ。例えば「…は」の意の助詞は /nʌn/～/nɯn/ のように、陽母音形と陰母音形があり、語幹が陽母音から成るのか陰母音から成るのかによって使い分けられた。
- /nanʌn/ （我は）― 陽母音
- /nənɯn/ （汝は）― 陰母音

現代朝鮮語において母音調和はほとんど崩壊しており、いくつかの点において化石化してその痕跡を留めているに過ぎない。1つは用言の活用形における、/a/～/ɔ/（「第III語基」、「連用形」などと呼ばれる形）である。陽母音語幹は陽母音の /a/ をとり、陰母音語幹は陰母音の /ɔ/ をとる。しかしながら、話し言葉の場合、子音語幹用言においては陽母音語幹の後ろでも /ɔ/ が現れる。
- 받아 /bada/ （もらって） cf. 받어 /badɔ/ 〔話し言葉〕
- 먹어 /mɔgɔ/ （食べて）

一部の用言は母音の陰陽の違いによるペアを持つ。
- 작다 /jaːgδa/ （小さい） ― 적다 /jɔːgδa/ （少ない）

オノマトペをはじめとした音象徴語は現代朝鮮語において母音調和が最も残っている語彙である。陽母音を含む単語が「明、小、軽」などのニュアンスを含むのに対し、陰母音を含む単語は「暗、大、重」などのニュアンスを含むとされる。
- 활활 /hwarhwar/：鳥が軽やかに飛ぶ様子
- 훨훨 /hwɔrhwɔr/：大きな鳥がゆっくりと飛ぶ様子

ただし、中期朝鮮語と現代朝鮮語とでは母音体系が異なっているため、音象徴語に見られる母音調和のペアは中期朝鮮語のそれと同一ではない。以下は現代朝鮮語の音象徴語に見られる母音調和のペアである。
| 陽母音 | ㅏ /a/ | ㅏ /a/ | ㅗ /o/ | ㅐ /ɛ/ |
| 陰母音 | ㅓ /ɔ/ | ㅡ /ɯ/ | ㅜ /u/ | ㅣ /i/ |

- 꼴깍 /γorγag/ ― 꿀꺽 /γurγɔg/ （ごくり）
- 싹싹 /σagσag/ ― 쓱쓱 /σɯgσɯg/ （ごしごし）
- 뱅뱅 /bɛŋbɛŋ/ ― 빙빙 /biŋbiŋ/ （ぐるぐる）